# Cryoturris dianema
Cryoturris dianema is een slakkensoort uit de familie van de Mangeliidae. De wetenschappelijke naam van de soort is voor het eerst geldig gepubliceerd in 1928 door Woodring.